# Dekanat uralski
Dekanat uralski (ros. Уральский деканат) – rzymskokatolicki dekanat diecezji Przemienienia Pańskiego w Nowosybirsku, w Rosji. W jego skład wchodzi 6 parafii.
Dekanat obejmuje:
- obwód czelabiński – 2 parafie
- obwód swierdłowski – 4 parafie

## Parafie dekanatu
- Czelabińsk – parafia Niepokalanego Poczęcia Najświętszej Maryi Panny
- Jekaterynburg – parafia św. Anny
- Kopiejsk – parafia św. Hieromęczennika Jozafata Kuncewicza (greckokatolicka)
- Krasnoturjinsk – parafia św. Wincentego a Paulo
- Niżny Tagił – parafia Matki Bożej Fatimskiej
- Siewierouralsk – parafia św. Barbary